# 모나 심프슨
모나 심프슨(Mona Simpson, 1957년 6월 14일 ~ )은 소설가이자 수필가이다. 미국인 어머니 조엔 시블과 정치학 교수인 시리아인 아버지 압둘파타 존 잔달리 사이에서 태어났다. 그는 애플의 창설자 스티브 잡스의 피가 연결된 여동생이다. 잡스는 갓난아기일 때 미혼모였던 어머니에 의해 입양아로 넘겨졌고, 두 남매는 성인이 되고서야 만났다.

## 작품
- 이곳이 아니라면 어디라도 (Anywhere But Here, 1986년) ISBN 0-394-55283-0
- 로스트 파더 (The Lost Father, 1992년) ISBN 0-394-58916-5
- 레귤러 가이 (A Regular Guy, 1996년) ISBN 0-679-45091-2
- 오프 켁 로드 (Off Keck Road, 2000년) ISBN 0-375-41010-4
- 마이 할리우드 (My Hollywood, 2010년) ISBN 978-0-307-27352-9